# Marcius Melhem
Marcius Vinícius de Assis Melhem (Nilópolis, 8 de fevereiro de 1972) é um ator, humorista, escritor, redator, comediante, roteirista e dublador brasileiro. Em 2018, tornou-se chefe do departamento de humor da TV Globo, sendo o profissional que mais escrevia para essa área na emissora. Melhem também trabalha como redator de programas televisivos e autor de peças teatrais.

## Biografia
Formado em jornalismo pela PUC-RJ, antes do sucesso em programas da TV Globo, foi diretor de jornalismo da Agência Leia, uma agência de notícias especializada conteúdo em tempo real para o mercado financeiro nacional que atuou entre 2002 e 2012.

## Vida pessoal

### Acusações de assédio sexual
No final de 2019 pediu licença de suas funções por motivos pessoais. Em 14 de agosto de 2020, foi encerrado o contrato de Melhem após dezessete anos de TV Globo. Em outubro de 2020, uma matéria da jornalista Mônica Bergamo indicou que o motivo do desligamento do ator poderia estar ligado a uma série de denúncias de assédio realizadas por atrizes da TV Globo.
Em dezembro de 2020, uma reportagem da  revista Piauí acusou o humorista de ter cometido diversos casos de assédio sexual e moral contra diversas profissionais com quem ele trabalhou e, mais notadamente, contra a também humorista Dani Calabresa. A reportagem causou enorme repercussão e, poucos dias depois, Melhem veio a público negar a acusação. No dia 12 de agosto de 2021, a Piauí foi impedida judicialmente de divulgar novas provas contra o ator apuradas durante a investigação policial. A juíza Tula Corrêa de Mello, da 20ª Vara Criminal da Justiça do Rio de Janeiro, acatou o pedido de Melhem e determinou "a suspensão, pelo tempo que durarem as investigações, da publicação de matéria na revista Piauí ou seu respectivo site".
Em 12 de dezembro de 2022, o colunista Ricardo Feltrin defendeu a inocência de Melhem e alegou que um grupo de mulheres, incluindo Calabresa, teria feito um conluio contra Melhem. Em 13 dezembro, a revista Veja publicou uma reportagem corroborando as afirmações de Feltrin e imagens de conversas por texto que indicariam que não houve assédios, mas relações consentidas. Em maio de 2023, a TV Globo disse à Justiça que não conseguiu comprovar a denúncia de assédio sexual.
Em 8 de agosto de 2023, Melhem virou réu por assédio sexual contra três mulheres, após uma denúncia do Ministério Público do Rio de Janeiro (MPRJ) ter sido aceita pelo Tribunal de Justiça do Rio de Janeiro (TJRJ). As vítimas são as atrizes Ana Carolina Portes (Carol Portes) e Georgiana Góes e outra funcionária que preferiu ter a identidade preservada. Apesar de Dani Calabresa ter sido uma das denunciantes, os casos dela e de outras quatro mulheres foram arquivados por prescrição punitiva dos fatos.
Em 26 de fevereiro de 2024, o Ministério Público de São Paulo (MPSP) denunciou o ator e o jornalista Ricardo Feltrin de violência psicológica e perseguição contra as mulheres que acusavam Melhem de abuso sexual, usando como agravante as postagens de ambos nas redes sociais contra as vítimas. Na denúncia, é usado um estudo da Universidade Federal Fluminense (UFF), alegando que Marcius criou uma comunidade virtual com teor misógino para atacar as mulheres que o denunciavam. No dia 14 de março, a juíza do Tribunal de Justiça de São Paulo (TJSP), Luciane Jabur, enviou a denúncia para o Tribunal do Rio de Janeiro, alegando forte ligação com as investigações contra o humorista durante seu período de trabalho na TV Globo.

## Filmografia

### Televisão
| Ano       | Programa                        | Papel                                  | Nota(s)                                                    |
| --------- | ------------------------------- | -------------------------------------- | ---------------------------------------------------------- |
| 2003      | Mulheres Apaixonadas            | Otávio                                 | Participação especial                                      |
| 2003      | Sob Nova Direção                | Dr. Francês                            | Participação especial                                      |
| 2004      | Da Cor do Pecado                | Zé Mário                               | Participação especial                                      |
| 2004–2015 | Zorra Total                     | Glauber (Gráubir) / Pedrão             | Redator Diretor                                            |
| 2006-2007 | Os Caras de Pau                 | Pedrão                                 | Apresentador                                               |
| 2009      | Caminho das Índias              | Radesh da Shiva                        |                                                            |
| 2010      | Casseta & Planeta Urgente       | Radesh da Shiva                        | Episódio: "08 de Junho"                                    |
| 2010–2013 | Os Caras de Pau                 | Pedro Vinícius Moraes Barreto (Pedrão) | Autor Redator                                              |
| 2012      | Cheias de Charme                | Ele mesmo                              | Episódio: "22 de setembro"                                 |
| 2013      | Tapas & Beijos                  | Regino                                 | Episódio: "Um Relacionamento Se Vai, Mas Novos Sempre Vêm" |
| 2013      | A Grande Família                | Zinho de Nilópolis                     | Episódio: "Esse Cara Não Sou Eu"                           |
| 2014–2019 | Tá no Ar: a TV na TV            | Rick Matarazzo / Vários Personagens    | Também autor e redator                                     |
| 2014      | Geração Brasil                  | Gino D'Agostini                        | Episódio: "16 de outubro"                                  |
| 2015–2019 | Escolinha do Professor Raimundo | Seu Boneco                             |                                                            |
| 2017      | A Lei do Amor                   | Político árabe Absalam                 | Episódio: "31 de março"                                    |
| 2019      | Filhos da Pátria                | Bicheiro                               | Episódio: "19 de novembro"                                 |
| 2020      | Fora de Hora                    | Repórter                               |                                                            |

### Cinema
| Ano  | Filme                                         | Papel                                  | Nota(s)                |
| ---- | --------------------------------------------- | -------------------------------------- | ---------------------- |
| —    | Cana                                          |                                        | Curta-metragem         |
| —    | O Ônibus                                      |                                        | Curta-metragem         |
| 2006 | Xuxa Gêmeas                                   | Manezinho                              | Participação especial  |
| 2013 | Até que a Sorte nos Separe 2                  | Bellboy                                | Participação especial  |
| 2014 | O Candidato Honesto                           | Deputado João Contrário da Silva       | Participação especial  |
| 2014 | Os Caras de Pau em O Misterioso Roubo do Anel | Pedro Vinícius Moraes Barreto (Pedrão) | Também autor e redator |
| 2018 | Como É Cruel Viver Assim                      | Marcovan                               |                        |

## Dublagem

### Televisão
| Ano  | Título                                   | Papel | Nota(s) |
| ---- | ---------------------------------------- | ----- | ------- |
| 2013 | Osmar - A Primeira Fatia do Pão de Forma | Osmar |         |

### Cinema
| Ano  | Título               | Papel                   | Nota(s)              |
| ---- | -------------------- | ----------------------- | -------------------- |
| 2010 | Meu Malvado Favorito | Victor Perkins (Vector) | [ 31 ] [ 32 ] [ 33 ] |
| 2013 | Bons de Bico         | Beto Bom de Bico        |                      |

## Autoria, redação & produção
| Ano       | Título                          | Cargo                                  | Nota (s)                           |
| --------- | ------------------------------- | -------------------------------------- | ---------------------------------- |
| 2008      | Casos e Acasos                  | Autor e redator                        | Vários episódios                   |
| 2009      | A Princesa e o Vagabundo        | Autor                                  | Especial                           |
| 2010      | S.O.S. Emergência               | Autor                                  |                                    |
| 2011      | Esquenta!                       | Redator                                |                                    |
| 2012      | As Brasileiras                  | Redator                                | Episódio: "A Selvagem de Santarém" |
| 2014–2019 | Tá no Ar: a TV na TV            | Autor e redator                        |                                    |
| 2015–2020 | Zorra                           | Co-criador e redator final             |                                    |
| 2015-2019 | Escolinha do Professor Raimundo | Produtor                               |                                    |
| 2019–2020 | Isso a Globo Não Mostra         | Co-criador, supervisor e redator final | Quadro do Fantástico               |
| 2020      | Fora de Hora                    | Co-criador e supervisor artístico      |                                    |

## Teatro
| Ano  | Peça         | Nota(s)       |
| ---- | ------------ | ------------- |
| 2006 | Nós no Tempo | —             |
| 2006 | Nós na Fita  | [ 37 ] [ 38 ] |
| 2010 | Enfim nós    | —             |

## Prêmios e indicações
| Ano  | Prêmio                          | Categoria                      | Trabalho             | Área      | Resultado |
| ---- | ------------------------------- | ------------------------------ | -------------------- | --------- | --------- |
| 2015 | Troféu APCA                     | Melhor Ator de Humorístico     | Tá no Ar: a TV na TV | Televisão | Venceu    |
| 2012 | Melhores do Ano                 | Comédia                        | Os Caras de Pau      | Televisão | Indicado  |
| 2010 | Meus Prêmios Nick               | Melhor Ator de Humorístico     | Os Caras de Pau      | Televisão | Venceu    |
| 2010 | Prêmio Qualidade Brasil         | Melhor Ator de Humorístico     | Os Caras de Pau      | Televisão | Indicado  |
| 2009 | Melhores do Ano                 | Melhor Ator de Humorístico     | Os Caras de Pau      | Televisão | Indicado  |
| 2009 | Prêmio Qualidade Brasil         | Melhor Ator Revelação          | Caminho das Índias   | Televisão | Indicado  |
| 2008 | Prêmio Contigo! de Tv           | Melhor ator comediante         | Zorra Total          | Televisão | Indicado  |
| 2006 | Prêmio Zilka Salaberry          | Melhor ator de teatro infantil | -                    | Teatro    | Venceu    |
| 1992 | Troféu Mérito de Ator Revelação | Melhor ator                    | -                    | Teatro    | Venceu    |